# SHF (elektromagnetiske spektrum)
 For alternative betydninger, se SHF. (Se også artikler, som begynder med SHF)
SHF (Super High Frequency) er betegnelsen for radiosignaler med en frekvens (fra men ikke med) 3 GHz - 30 GHz. SHF dækker blandt andet DBS, WLAN (802.11 wi-fi – dog kun IEEE 802.11a, 802.11an og 802.11ac 5GHz standarderne) og bluetooth.